# La Luz (södra Dolores Hidalgo kommun)
La Luz är en ort i Mexiko.   Den ligger i kommunen Dolores Hidalgo och delstaten Guanajuato, i den centrala delen av landet, 250 km nordväst om huvudstaden Mexico City. La Luz ligger 1 926 meter över havet och antalet invånare är 249.
Terrängen runt La Luz är platt åt nordväst, men åt sydost är den kuperad. La Luz ligger nere i en dal. Runt La Luz är det ganska tätbefolkat, med 96 invånare per kvadratkilometer. Närmaste större samhälle är Xoconoxtle el Grande, 4,2 km väster om La Luz. I omgivningarna runt La Luz växer huvudsakligen savannskog.